# Wild Adventures
Koordinaten: 30° 43′ 12″ N, 83° 19′ 24″ W
Wild Adventures ist ein amerikanischer Freizeitpark und Zoo, der 1996 als Liberty Farms Animal Park eröffnet wurde. Die Umbenennung in Wild Adventures fand 1998 statt. Er wird von Herschend Family Entertainment betrieben, die auch die Parks Dollywood, Kentucky Kingdom und Silver Dollar City betreiben. Der 67 Hektar große Park befindet sich in Valdosta, Georgia.

## Attraktionen

### Achterbahnen
| Name             | Typ                                  | Hersteller   | Eröffnungsjahr | Bemerkungen | Weblinks |
| ---------------- | ------------------------------------ | ------------ | -------------- | --- | -------- |
| Boomerang        | Shuttle Coaster                      | Vekoma       | 1998           | |          |
| Marsh Mayhem     | Wilde Maus                           | Maurer Rides | 2000           | Ursprünglich als Bug Out eröffnet und fuhr unter diesem Namen bis 2009. Von 2010 bis 2022 fuhr die Bahn unter dem Namen Go Bananas!. |          |
| Outpost Express  | Familienachterbahn                   | Vekoma       | 2000           | Fuhr bis 2018 unter dem Namen Ant Farm Express.                                                                                      |          |
| Swamp Thing      | Familienachterbahn, Inverted Coaster | Vekoma       | 2003           | |          |
| Swampwater Snake | Familienachterbahn                   | Zamperla     | 2003           | Fuhr bis 2011 als Fiesta Express und wurde dann geschlossen. Eine Neueröffnung fand 2019 statt.                                      |          |
| Twisted Typhoon  | Inverted Coaster                     | Vekoma       | 1999           | Fuhr bis 2011 unter dem Namen Hangman.                                                                                               |          |

#### Ehemalige Achterbahnen
| Name          | Typ                            | Hersteller                    | Eröffnungsjahr | Schließungsjahr | Bemerkungen | Weblinks |
| ------------- | ------------------------------ | ----------------------------- | -------------- | --------------- | --- | -------- |
| Cheetah       | Holzachterbahn, Hybrid Coaster | Custom Coasters International | 2001           | 2020            | |          |
| Gold Rush     | Familienachterbahn             | Chance Rides                  | 1999           | 2009            | |          |
| Tiger Terror  | Kinderachterbahn               | Wisdom Rides                  | 1998           | 2008            | Fährt seit 2008 als Tasmanian Tiger in ZooTampa at Lowry Park. |          |
| Viking Voyage | Familienachterbahn             | E&F Miler Industries          | 2010           | 2018            | Ursprünglich 2003 als Jack Rabbit in Celebration City eröffnet und fuhr dort bis 2008. Nach dem Aufenthalt in Wild Adventures befand die Bahn sich zunächst eingelagert in Fun Spot America Atlanta, bevor sie 2019 als Hurricane in Fun Spot America (Kissimmee) eröffnet wurde. |          |

## Sonstiges
Einige Teile des Filmes Zombieland wurden in Wild Adventures gedreht.